# Konstantin Kostenko
Konstantin Kostenko, född 10 november 1939, död 6 februari 2004, var en sovjetisk kanotist.
Han tog bland annat VM-guld i K-2 10000 meter i samband med sprintvärldsmästerskapen i kanotsport 1971 i Belgrad.